# Wengie
Hoàng Văn Khiết hay Wendy Jie Huang (tiếng Trung: 黃文潔; sinh ngày 9 tháng 1 năm 1986) thường được biết đến với nghệ danh Wengie, là một người dùng YouTube, vlogger, ca sĩ, và nữ diễn viên lồng tiếng người Úc gốc Hoa. Tính đến năm 2019, kênh của cô đã có hơn 13 triệu lượt đăng ký, giúp cô trở thành YouTuber có nhiều lượt đăng ký nhiều nhất ở Úc. Kênh của cô đứng thứ 6 trong số những kênh "how-to và phong cách" trên YouTube, tính đến Tháng 1 năm 2018.

## Sự nghiệp

### YouTube
Năm 2012, Huang đã bắt đầu với kênh YouTube của mình, "Wengie", được lấy từ tên người Trung Quốc của cô, Wén Jié Huáng (黄文洁). Các video của cô tập trung vào đẹp, thời trang, và DIY. Tính đến năm 2016, cô là một trong những ngôi sao phát triển nhanh nhất trên YouTube, đã thu hút được hơn 4 triệu người đăng ký trong vòng 3 năm. Kênh của cô đã được nhận giải thưởng "Best Channel" và "Overall Winner" tại Australian Online Video Awards 2017.
Huang cũng tạo kênh YouTube khác của cô, Reacticorns. Kênh này là nơi cô và người chồng chưa cưới Max phản ứng với những video và biên soạn. Reacticorns đã có hơn 1.6 triệu lượt đăng ký tính đến Tháng 6 năm 2018.
Năm 2013, Huang đã tạo kênh YouTube thứ hai có tên là "WengieVlogs." Tính đến Tháng 11 năm 2017, WengieVlogs đã có hơn 1.7 triệu lượt đăng ký và hơn 53 triệu lượt xem.

### Âm nhạc
Huang đã phát hành đĩa đơn đầu tiên của cô, "Baby Believe Me featuring Yan An (thành viên của Pentagon)," ở Trung Quốc vào ngày 13 tháng 7 năm 2017. Nó đã được ra mắt tại vị trí số 11 và đã lên vị trí số 6 trên bảng xếp hạng âm nhạc Trung Quốc.
Cô cũng đã phát hành bài hát khác dưới kênh YouTube wengieofficial vào ngày 25 tháng 11 năm 2017, có tên là "Oh I Do". Tính đến ngày 29 tháng 11 năm 2017, video âm nhạc đã có hơn 5,000,000 lượt xem.
Năm 2018, cô đã phát hành đĩa đơn bằng Tiếng Anh đầu tiên của cô có tên là "Cake"
Ngày 15 tháng 9 năm 2018, cô đã phát hành đĩa đơn bằng Tiếng Anh thứ hai tên là "Deja vu"
Năm 2019, cô phát hành single "Empire" ft. Minnie (Thành viên của (G)I-DLE)

### Diễn viên lồng tiếng
Năm 2017, Huang đã lồng tiếng Blisstina "Bliss" Utonium ở Úc và New Zealand trong phiên bản The Powerpuff Girls: Power of Four," một trong năm phần của phim TV.

### Ứng dụng
Huang đã giới thiệu dựa trên đăng ký vào năm 2017 được gọi là World of Wengie. Mạng xã hội thích nhất của cô là Instagram, Musical.ly, Twitter, và Snapchat. Hầu hết trong số mạng xã hội đó của cô đều đã có hơn 1 triệu lượt theo dõi.

## Cuộc sống cá nhân
Huang đã chuyển sang Úc khi còn là một đứa trẻ. Cô đã làm việc trong lĩnh vực tiếp thị và kế toán trước khi trở thành một YouTuber và blogger. Cô hiện đã làm việc ở Sydney, Úc, Los Angeles, California và Trung Quốc.